# Georg Wolf von Kaltental
Georg Wolf(gang) von Kaltental zu Aldingen, zuletzt auch Freiherr von Kaltental zu Aldingen (* 4. Dezember 1681 in Aldingen am Neckar; † 14. Februar 1746 in Ludwigsburg) war Direktor des schwäbischen Ritterkantons Kocher, württembergischer Obervogt, württembergischer und kaiserlicher Offizier sowie brandenburg-ansbachisch Wirklicher Geheimer Rat. 

## Leben

### Kindheit und Jugend

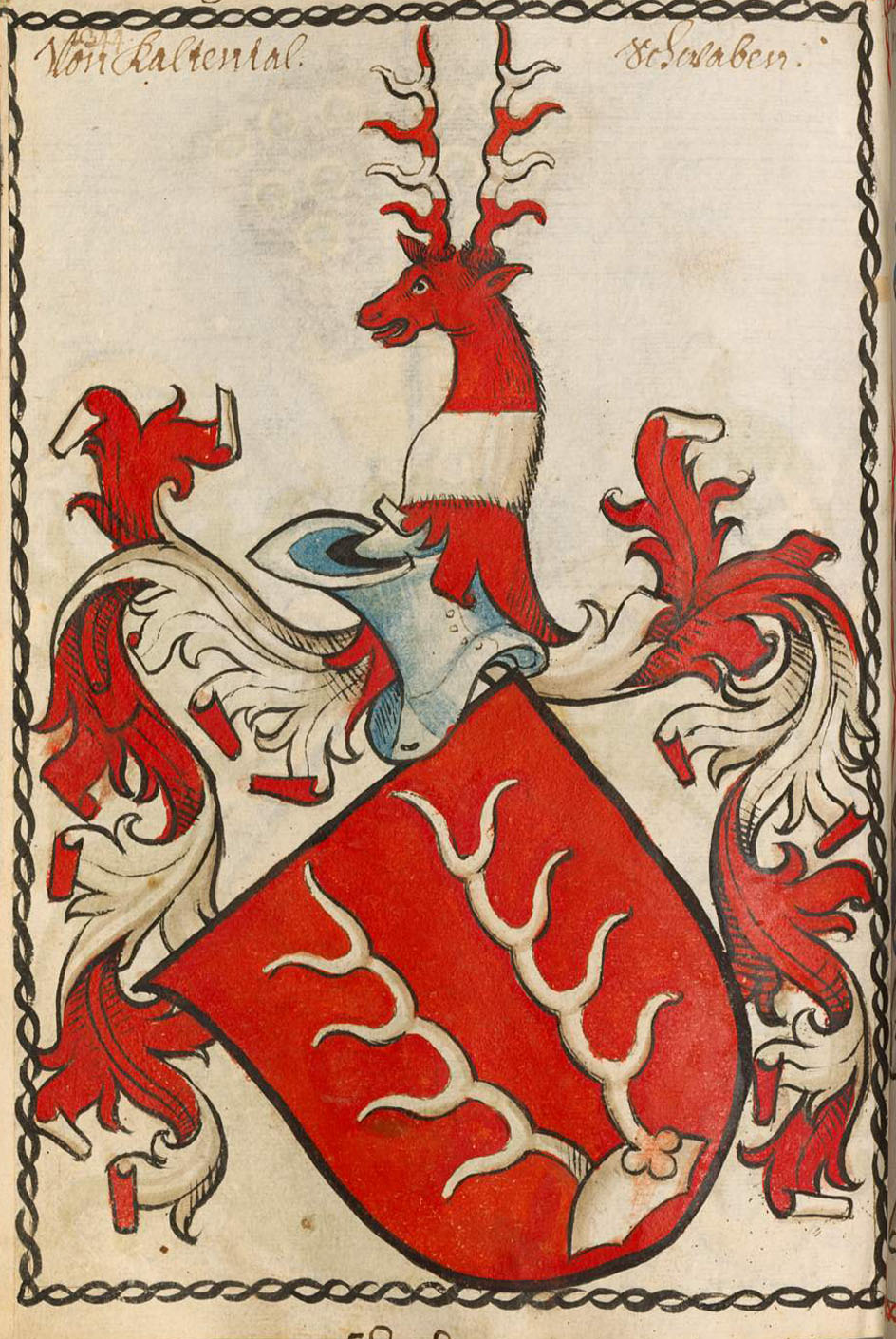
Stammwappen der Herren von Kaltental nach Scheibler

Georg Wolf von Kaltental entstammte der Aldinger Linie  der Herren von Kaltental. Er wurde am 4. Dezember 1681 in Aldingen (heute Stadtteil von Remseck am Neckar) als Sohn des Georg Friedrich von Kaltental geboren. Sein Vater besaß einen Anteil an der im Ritterkanton Kocher immatrikulierten Herrschaft Aldingen und war Offizier bei den württembergischen Dragonern, zuletzt im Rang eines Obristen. Er kämpfte unter anderem im Pfälzischen Erbfolgekrieg, in dem er am 12. Juli 1697 im Kampf gegen die Franzosen fiel. Damit erbte der zu diesem Zeitpunkt 15-jährige Georg Wolf die Güter und Besitzungen seines Vaters. Ein Jahr später starb auch der kinderlose Onkel Friedrich Georg Wolf von Kaltental. Damit war Georg Wolf alleiniger Inhaber der kaltentalischen Herrschaft zu Aldingen.

### Politischer Werdegang

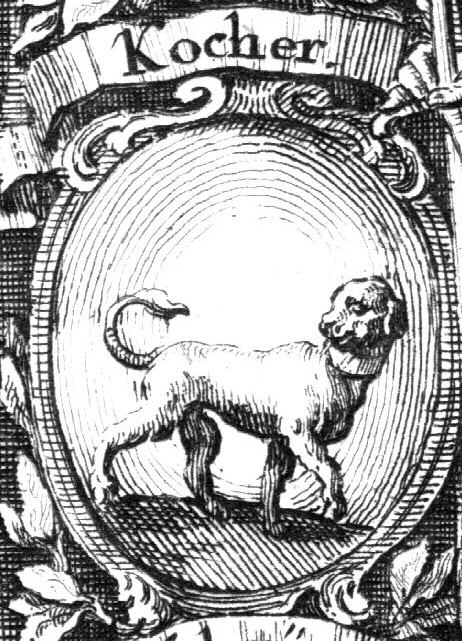
Wappen des Ritterkantons Kocher, dem Georg Wolf von Kaltental als Direktor vorstand

Die geerbte Herrschaft bestand zum Teil aus Eigengut und war somit reichsunmittelbar, ein Teil bestand allerdings aus einem württembergischen Lehen, das die Kaltentaler bereits seit 1278 innehatten. Der Bau der neuen württembergischen Residenz Ludwigsburg brachte Georg Wolf von Kaltental daher zu Beginn des 18. Jahrhunderts in Konflikt mit den Herzögen von Württemberg, die bestrebt waren, das Gebiet rund um ihre neue Residenz zu arondieren und die zahlreichen kleinen Rittergüter aufzulösen. Im Mai 1708 wollte Herzog Eberhard Ludwig die mitten in seinem Jagdgebiet gelegene Herrschaft Aldingen kaufen, Georg Wolf konnte dank der Unterstützung durch die Reichsritterschaft zu diesem Zeitpunkt aber noch ablehnen. Württemberg und der Kanton Kocher waren zudem seit 1697 in verschiedene Rechtsstreitigkeiten am Reichshofrat um diverse ritterschaftlichen Gebiete und Rechte des Kantons verwickelt, die Eberhard Ludwig teilweise mit Gewalt an sich gebracht hatte.
Georg Wolf von Kaltental engagierte sich in der Politik der Reichsritterschaft. Er wurde im Jahr 1719 Ritterrat im Ritterkanton Kocher und gehörte damit zum Direktorium des Kantons. Um 1730 erlaubte er zwei aus Württemberg geflüchteten jüdischen Familien sich in Aldingen niederzulassen. Die daraus entstandene jüdische Gemeinde bestand bis zum Ende des 19. Jahrhunderts. Im Jahr 1731 wurde er Direktor des Kantons Kocher und damit eine der führenden Persönlichkeiten in der schwäbischen Reichsritterschaft seiner Zeit. Dieses Amt bekleidete er bis zu seinem Tod im Jahr 1746.
Trotz der Differenzen zwischen dem Herzogtum Württemberg und dem Kanton Kocher, besaß Georg Wolf von Kaltental gute Beziehung zu Württemberg und speziell zu Herzog Carl Alexander. Die Korrespondenz zwischen den beiden deutet auf ein möglicherweise sogar freundschaftlich-familiäres Verhältnis hin. Neben seinen Tätigkeit im Kanton Kocher befand sich Georg Wolf von Kaltental zudem auch in württembergischen Diensten. Kurz nach Carl Alexanders Amtsantritt wurde er am 21. November 1733 zum württembergischen Obervogt zu Kirchheim unter Teck, Nürtingen, Denkendorf, Wendlingen, Neidlingen und Owen ernannt. Im Jahr 1734 wurde er auch als herzoglich-württembergischer Obrist bezeichnet. In diesem Jahr folgte zudem seine Ernennung in den Rang eines Obersten Kriegskommissars. Damit wurde er zur Verwaltung der Reichs-Kriegsoperationskasse an die Seite der hohen Generalität des Reichs gestellt, an deren Spitze wiederum Herzog Carl Alexander als Reichsgeneralfeldmarschall stand.
Als im Jahr 1744 Herzog Carl Eugen mit 16 Jahren für mündig erklärt wurde und die Amtsgeschäfte als Herzog von Württemberg übernahm, versuchte der Kanton Kocher die seit Jahrzehnten andauernden Prozesse vor dem Reichshofrat durch einen gütlichen Vergleich beizulegen. Doch auch der neue Herzog zeigte dem Ritterkanton gegenüber keinerlei Kompromissbereitschaft. Bereits im Jahr 1739 hatte sich der zu diesem Zeitpunkt kränkliche und an Auszehrung leidende Georg Wolf von Kaltental nach Ludwigsburg zurückgezogen, wo er ständig einen Arzt um sich haben konnte. Am 14. Februar 1746 starb er dort unverheiratet und kinderlos als letzter Vertreter der Aldinger Linie der von Kaltental. Carl Eugen nutzte dies, um nun auch das Lehen Aldingen sowie auch das dortige Eigengut der Familie von Kaltental einzuziehen. Der darauf folgende Rechtsstreit zwischen der Familie von Kaltental und dem Herzogtum Württemberg war der Letzte vor dem württembergischen Manngericht durchgeführte und endete mit einem finanziellen Vergleich. 1769 musste auch der Ritterkanton Kocher auf seine steuerlichen Ansprüche verzichten. Die ehemaligen Güter Georg Wolf von Kaltentals waren von da an vollständig württembergisch, sein einstiges Schloss wurde in private Hand verkauft.

### Bautätigkeiten

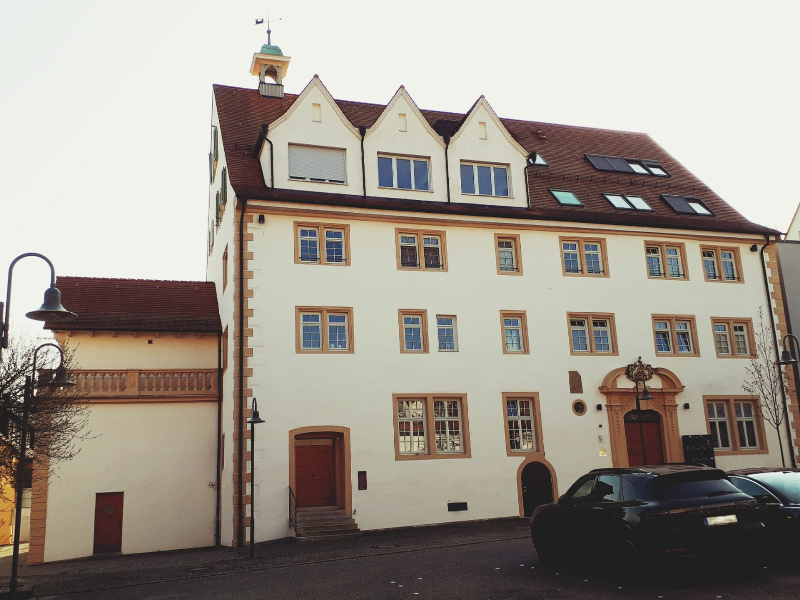
Das von Georg Wolf von Kaltental im barocken Stil ausgebaute Herrenhaus von Schloss Aldingen

In seine Zeit als Ritterrat fiel der Bau des Esslinger Ritterbaus als Kanzleigebäude des Kantons. Parallel ließ Georg Wolf von Kaltental auch den zum kaltentalischen Eigengut zählenden bis dahin sehr schlichten Familiensitz Schloss Aldingen ausbauen und im Stil des Barock verzieren. In der Zeit um 1726 oder 1728 entstand dabei ein Eingangsportal mit dem Wappen seiner Familie sowie im Inneren unter anderem mehrere barocke Deckengemälde. In den Motiven der Deckengemälde wird seine Haltung gegenüber Württemberg verdeutlicht – in den Darstellungen erkannte der Reichsritter zwar den Rangunterschied zwischen sich und den Württembergern an, betonte jedoch auch seine Unabhängigkeit und reichsunmittelbare Stellung. Die Gemälde stammten von Paul Ambrosius Reith, der in Esslingen im Auftrag des Ritterkantons tätig war, wo er mutmaßlich die Kontakte zu Georg Wolf von Kaltental knüpfen konnte.
Um 1720 ließ Georg Wolf von Kaltental eine neue Kelter in Aldingen errichten, Pläne die im Pfälzischen Erbfolgekrieg zerstörte Aldinger Mühle wieder aufzubauen konnte er nicht mehr umsetzen.